# Rio Konka
O rio Konka é um rio ucraniano afluente do rio Dniepre. Sua extensão é de 146 km, e a área da bacia é de 2580 km².